# Saltram House
Saltram House est un manoir de l'ère George II classé  situé dans la paroisse de Plympton, près de Plymouth dans le Devon, en Angleterre. Elle est considérée par le critique d'architecture Pevsner comme "la maison de campagne la plus impressionnante du Devon" . La maison est conçue par l'architecte Robert Adam, qui modifie et agrandit la maison Tudor d'origine à deux reprises. Le salon est considéré comme l'un des plus beaux intérieurs d'Adam. Saltram est l'un des exemples les mieux conservés de Grande -Bretagne d'une maison géorgienne primitive et conserve une grande partie de son décor, de ses plâtres et de son mobilier d'origine. Il contient la grande collection de peintures de la famille Parker, dont plusieurs de Sir Joshua Reynolds (1723-1792), né et éduqué à Plympton et ami de la famille Parker.
Le bâtiment actuel est commencé par John Parker (1703-1768)  de Boringdon Hall, Plympton, et de Court House North Molton, tous deux dans le Devon, avec sa femme Catherine Poulett (1706-1758), une fille de John Poulett, 1er comte Poulett . Il est complété par son fils John Parker (1er baron Boringdon) (1735-1788), dont le fils est John Parker (1er comte de Morley) (1772-1840). La famille Parker a pris de l'importance au milieu du XVIe siècle en tant que bailli du manoir de North Molton, Devon, sous le baron Zouche de Haryngworth.
En 1957, Saltram House est donnée par la famille Parker au National Trust en lieu et place des droits de succession et est ouverte au public.
Saltram House est utilisé comme l'un des nombreux décors locaux pour le film Raison et Sentiments de 1995 .

## Histoire

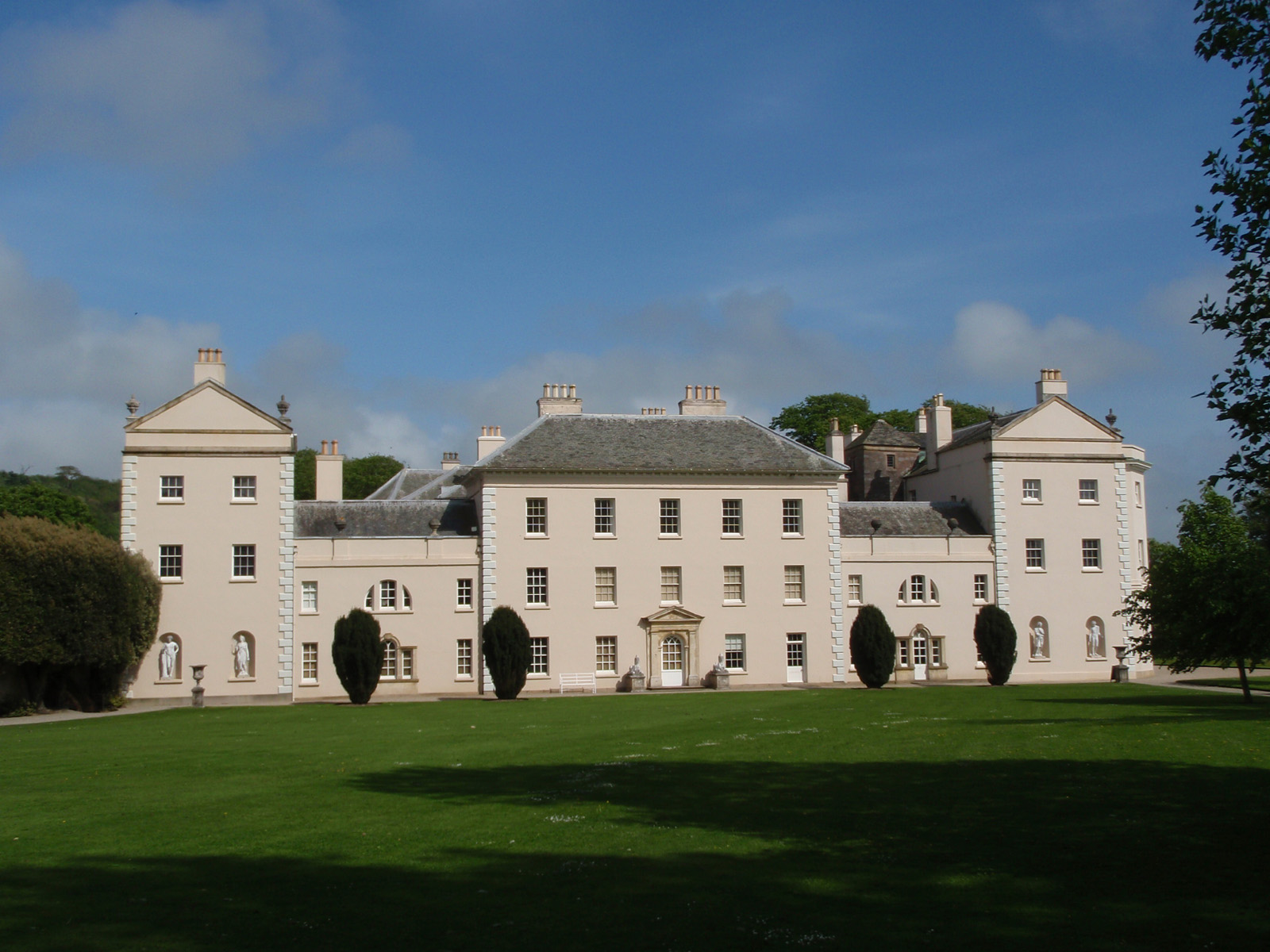
Maison Saltram, façade ouest

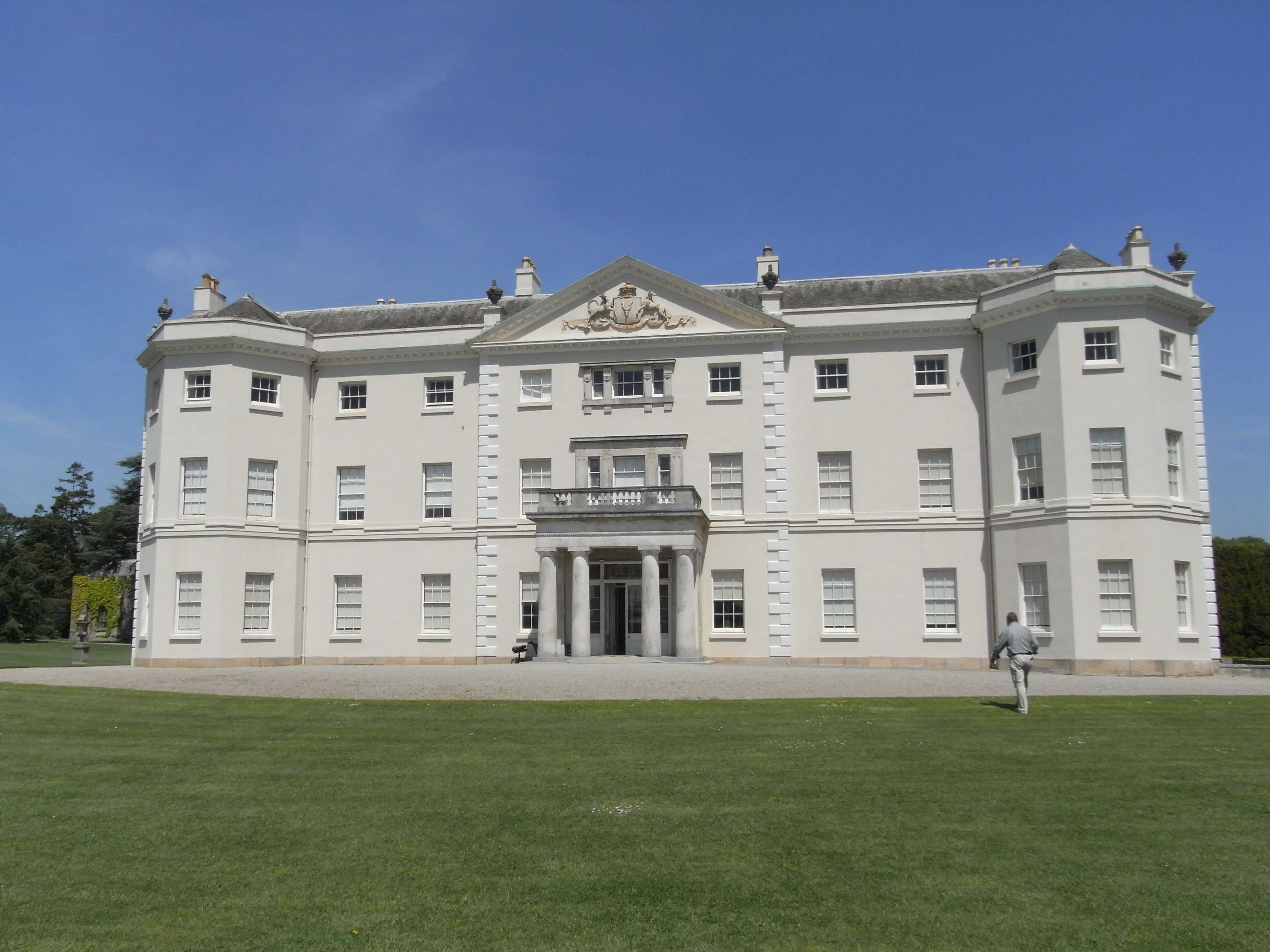
Saltram House, façade sud (entrée principale), avec armoiries Parker au fronton

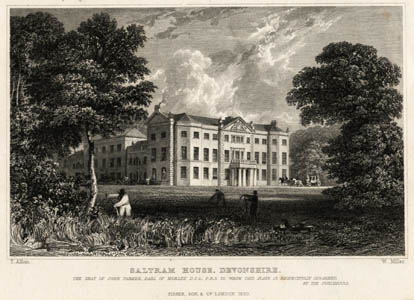
Saltram House vers 1832, par William Henry Bartlett

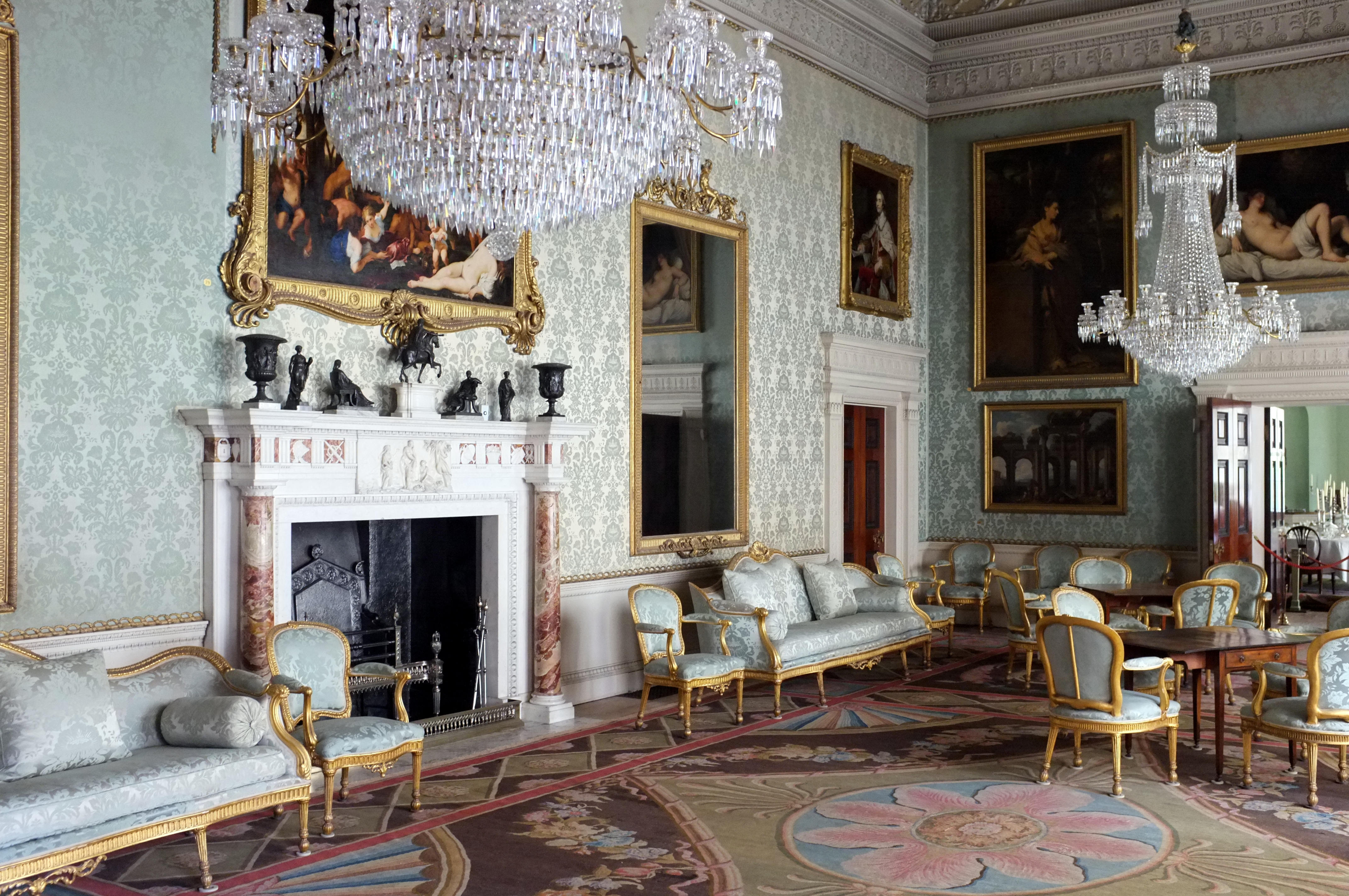
Salon, Saltram House

La première famille enregistrée à avoir possédé la maison est celle de Mayhew (alias Mayes, Mayhowes, etc.) qui sont des fermiers yeoman au XVIe siècle. La famille possède Saltram pendant environ 50 ans, leur prospérité déclinant à la fin du siècle lorsqu'ils commencent à vendre et à louer des parties du domaine. 
La famille suivante sont les Baggs, qui sont probablement responsables de la transformation de la ferme en manoir. Sir James I Bagg, député de Plymouth (1601-1611) et maire de Plymouth, achète Saltram vers 1614. À sa mort, la maison passe à son fils James II Bagg (mort en 1638), sous-gouverneur de Plymouth et vice-amiral étroitement lié au duc de Buckingham, favori du roi Jacques Ier. On pense qu'il détourne à deux reprises des fonds de la Couronne, la première occasion ayant contribué à l'échec de l'attaque de Buckingham sur Cadix en 1625. Pour une raison inconnue, le roi Charles Ier le défend à deux reprises malgré sa culpabilité apparemment évidente. James II Bagg meurt en 1638 et est remplacé par son fils George Bagg, lorsque Saltram est décrit comme comprenant "un grand manoir, une écurie, trois jardins, deux acres de verger, huit acres de prairies" et huit acres de plus. Bien qu'il ait hérité du rôle de son père en tant que sous-gouverneur de Plymouth, George Bagg n'a pas partagé la chance de son père, et ayant choisi le camp royaliste dans la guerre civile, Saltram souffre aux mains des forces parlementaires. Après la défaite de la cause royaliste, peu de temps après 1643, il est contraint de verser la somme de 582 £ pour sécuriser ses propriétés foncières.
Bien qu'ils aient conservé Saltram pendant la guerre civile, les Baggs perdent Saltram en 1660, peu de temps avant la restauration de la monarchie lorsque le gouvernement du Commonwealth le transfère à l'ancien capitaine parlementaire Henry Hatsell en paiement d'une dette importante due par Bagg. Cependant, après la Restauration de la Monarchie en 1660, Hatsell est dépouillé de la maison et du domaine qui sont accordés à George Carteret dans le règlement d'un prêt qu'il a fait au Roi pendant la Guerre civile.
En 1712, George Parker de Boringdon Hall, à environ 3 km au nord de Saltram, achète le manoir de Saltram et crée la dynastie Parker.

## Développement
John Parker hérite de la maison en 1743 et, avec sa riche épouse, Lady Catherine Parker (qui a largement financé le remodelage), couvre le bâtiment de façades palladiennes symétriques qui remplacent les façades Tudor de la maison. Les intérieurs de la maison reçoivent des décors délicats, notamment des plâtres de plafond rococo dans le hall d'entrée, la salle du matin et le salon de velours.
John Parker (1er baron Boringdon), succède à son père en 1768 et un an plus tard épouse Theresa Robinson. Elle est reconnue pour avoir fait de Saltram une "pièce maîtresse du sud-ouest de l'Angleterre. Les six années jusqu'à la mort prématurée tragique de Theresa sont considérées comme l'âge d'or de Saltram . La maison possède dix portraits de Joshua Reynolds. Robert Adam est chargé en 1768 de créer le salon et la bibliothèque (La bibliothèque est aujourd'hui la salle à manger) . Adam a tout créé, des poignées de porte à l'immense plafond en plâtre. Thomas Chippendale réalise les meubles et Matthew Boulton les quatre candélabres. Elle et son mari dépensent 10 000 £ pour le salon .
Pour ne pas se limiter à l'intérieur de la propriété, Boringdon charge également Nathaniel Richmond d'aménager le parc actuel qui entoure la maison.
Le troisième John Parker, plus tard connu sous le nom de comte de Morley, hérite de la maison à peine 20 ans après son père et met encore plus de temps à apporter des modifications majeures à la maison. Cependant, en 1819, il engage l'architecte de la Régence John Foulston pour ajouter le porche d'entrée et créer la bibliothèque actuelle à partir de deux pièces plus petites. Sa deuxième épouse, Frances, continue à développer l'héritage artistique de la famille en produisant ses propres aquarelles et copies de maîtres anciens qui sont encore exposées dans la maison. Le comte de Morley est ambitieux et tente de développer plusieurs projets industriels et d'ingénierie sur le domaine, mais beaucoup d'entre eux échouent et la famille est lourdement endettée.
Le troisième comte de Morley est contraint de quitter la maison entre 1861 et 1884 et ne peut revenir qu'après avoir vendu plusieurs des peintures les plus précieuses du domaine. La fortune de la famille repart en 1926 lorsque le 4e comte de Morley hérite de plusieurs autres domaines, bien que les bons moments aient été de courte durée car la guerre cause des dommages dus aux bombardements ennemis et finalement en 1951, la maison et son contenu sont acceptés à la place des droits de succession par le Trésor, qui les transfèrent au National Trust, qui reste en charge à ce jour.